# Coming Out of the Dark
Coming Out of the Dark è un singolo della cantante statunitense di origine cubana Gloria Estefan, pubblicato nel 1991 ed estratto dall'album Into the Light.
La canzone, scritta da Gloria Estefan, Emilio Estefan Jr. e Jon Secada, è stata registrata anche in lingua spagnola con il titolo Desde la oscuridad.

## Tracce
- Cassetta (USA) / CD Singolo (Europa) / 7" (Europa)

1. Coming Out of the Dark – 4:02
2. Desde la oscuridad (Coming Out of the Dark - Spanish Version) – 4:07